# Zeki Demirkubuz
Zeki Demirkubuz (ur. 1 października 1964 w Isparcie w Turcji) – turecki reżyser filmowy, scenarzysta, montażysta i producent.
Zeki Demirkubuz w młodości pracował w zakładzie włókienniczym. Następnie pracował przez pewien czas jako sprzedawca uliczny. W wieku 17 lat trafił do więzienia na 3 lata pod zarzutem działalności komunistycznej. Studiował telekomunikację na uniwersytecie w Stambule.
Po ukończeniu studiów zajął się tworzeniem filmów. Na początku pracował jako asystent reżysera. W 1994 założył własną wytwórnię filmową „Mavi Film”. Swój pierwszy film „Blok C” nakręcił w 1994 roku.

## Filmografia
- 1994 – Blok C (C Blok)
- 1997 – Niewinność (Masumiyet)
- 1999 – Trzecia strona (Üçüncü Sayfa)
- 2001 – Fatum (Yazgı)
- 2002 – Wyznanie (Itiraf)
- 2003 – Poczekalnia (Bekleme Odası)
- 2005 – Przeznaczenie (Kader)
- 2009 – Zazdrość (Kıskanmak)